# 수영강
수영강(水營江)은 대한민국 부산광역시의 동부를 가르는 강이다. 부산광역시 기장군 정관읍 두명리 용천산의 동양골에서 발원하여 회동수원지를 거쳐 부산광역시 수영구의 수영만으로 흘러든다. 2020년 1월 1일 국가하천으로 승격되었다.

## 유래
『동국여지승람(東國輿地勝覽)』이나 『동래부지(東萊府誌)』에서는 사천(絲川)이라 했으나 지금은 수영강이라 일컬어지고 있다. 수영강의 옛 지명으로 양산에서는 영천(靈川)이라고 불리고 동래에서는 사천으로 불리다가, 1652년(효종 3) 하구 부근에 경상좌도수군절도사영이 설치되면서 ‘수’자와 ‘영’자를 따 수영강으로 고쳐 부르게 되었다.
수영강이라는 이름은 '좌도수군 본영이 동평현(東平縣)의 북쪽 7리 부산포에 있다.'고 하는 데서 유래되었으며, 수영성·수영역·수영동·수영강 등으로도 불렸다. 19세기 중엽에는 수영강 상류를 영천(靈川), 중류를 사천, 금정산에서 발원한 지류를 범어천(梵魚川)이라고도 했다.

## 자연환경
식물은 총 87종(35과 71속 77정 10변종)으로 족제비싸리·갈대·삿갓사초 등이 우점종이며, 전반적으로 수생 식물은 빈약하다. 조류는 총 27종 433개체로 우점종으로는 오리류이며, 법정 보호종인 말똥가리·알락꼬리마도요와 천연기념물인 붉은배새매·새매·황조롱이·소쩍새·큰소쩍새·원앙이가 서식한다.
양서류는 3과 6종, 파충류는 2과 2종이 나타나며, 위해종인 황소개구리가 출현하는 것이 특징이다. 어류는 총 6과 15종 108개체가 서식하며, 한국 특산종으로는 참몰개·치리·동사리 등 총 6종이 나타난다. 연 강우량은 1,561.8mm이고, 평균 유량은 43.280(ton/일), 평균 수온은 16°C이다.

## 지리

### 발원지
부산광역시 기장군 정관읍 두명리 용천산의 동양골 발원하여 경상남도 양산시 동면에서 합류되면서 남류하고 법기천, 노포천, 회동수원지, 철마천, 온천천을 거쳐 부산광역시 수영구의 수영만으로 흘러든다.

## 지류

### 제1류
수영강의 제1류는 수영강 본류와 직접 닿아있는 지류들이다.
- 두명천
- 임곡천
- 개곡천
- 법기천
- 임기천
- 여락천
- 노포천
- 송정천
- 신천안골천
- 철마천
- 석대천
- 온천천

### 제2류
수영강의 제2류는 제1류로 흘러 들어가는 지류들이다.
- 구칠천
- 이곡천
- 와여천
- 장전천
- 안평천
- 거제천

## 하천시설

### 교량
- 법기교
- 철마교
- 두구교
- 석대고가교
- 과정교 (수영4호교)
- 좌수영교 (수영3호교)
- 수영교 (수영1호교)
- 민락교 (수영2호교)
- 부산원동역 동해선 광역전철전철역